# Alimmainen Raajärvi
Alimmainen Raajärvi är en sjö i kommunen Mäntyharju i landskapet Södra Savolax i Finland. Arean är 37 hektar och strandlinjen är 2,7 kilometer lång. Sjön  ingår i Vuoksens huvudavrinningsområde.   Den ligger omkring 50 kilometer söder om S:t Michel och omkring 170 kilometer nordöst om Helsingfors. 